# Đỗ Vinh Quang
Đỗ Vinh Quang (1956 – 30 tháng 7 năm 2021) là một tướng lĩnh của Quân đội nhân dân Việt Nam, hàm Trung tướng, nguyên Phó chủ nhiệm Ủy ban Kiểm tra Quân ủy Trung ương.

## Cuộc đời
Đỗ Vĩnh Quang sinh năm 1956 tại xã Đông Ninh, huyện Khoái Châu, tỉnh Hưng Yên. Ông nhập ngũ từ tháng 7 năm 1972 và lần lượt trở thành binh lính của Tiểu đoàn 488 thuộc Trung đoàn 242 của Quân khu Tả Ngạn, Sư đoàn 363 và Bộ tư lệnh Quân chủng Phòng không – Không quân. Tháng 9 năm 1978, sau khi tốt nghiệp trường Sĩ quan Phòng không, ông đảm nhiệm Phó đại đội trưởng Đại đội 9 thuộc Tiểu đoàn 1, Trung đoàn 221, Quân chủng Phòng không – Không quân. Từ năm 1979 đến 1981 ông từng đảm nhiệm Phó tiểu đoàn trưởng về Chính trị Tiểu đoàn 199 và Trợ lý Ban Chính trị Trung đoàn 255 thuộc Sư đoàn 363. Tháng 10 năm 1986, sau khi tốt nghiệp Học viện Chính trị Quân sự, ông lần lượt được bổ nhiệm làm Phó chủ nhiệm Chính trị và Chủ nhiệm Chính trị của Trung đoàn 213 thuộc Sư đoàn 361. Sau 3 năm đảm nhiệm Phó trung đoàn trưởng về Chính trị của Trung đoàn 26, đến tháng 11 năm 1993, ông lần lượt được bổ nhiệm làm Phó trưởng phòng và Trưởng phòng Tổ chức của Cục Chính trị, Quân chủng Phòng không.
Từ năm 2000 đến 2002, ông lượt lượt đảm nhiệm Phó chủ nhiệm Chính trị và Chủ nhiệm Chính trị của Học viện Phòng không – Không quân. Tháng 7 năm 2004, ông trở thành Phó chủ nhiệm Chính trị của Quân chủng Phòng không – Không quân. Đến tháng 9 năm 2006 thì ông được bổ nhiệm làm Phó chủ nhiệm Ủy ban Kiểm tra Quân ủy Trung ương. Ông về hưu theo chế độ từ tháng 10 năm 2019 và đến ngày 30 tháng 7 năm 2021 thì ông qua đời tại Bệnh viện Trung ương Quân đội 108.

## Lịch sử thụ phong quân hàm
| Cấp bậc | Đại tá | Thiếu tướng | Trung tướng |  |  |  |  |  |  |  |  |
|         |        |             |             |  |  |  |  |  |  |  |  |

## Khen thưởng
- Huân chương Quân công hạng Nhì.
- Huân chương Chiến công hạng Nhất.
- Huân chương Chiến sĩ vẻ vang hạng Nhất, Nhì, Ba.
- Huy chương Quân kỳ Quyết thắng.